# Lipotriches andrei
Lipotriches andrei är en biart som först beskrevs av Joseph Vachal 1897.  Lipotriches andrei ingår i släktet Lipotriches och familjen vägbin. Inga underarter finns listade i Catalogue of Life.